# Rio Salgir
O rio Salgir (em russo e ucraniano: Салгир; em tártaro da Crimeia:  Salğır) é o rio mais longo da Crimeia com uma extensão de 204 km e uma bacia hidrográfica de 3 750 km². A descarga média da água é de 2 m³/s.
É formado nas montanhas Chatyr-Dag a partir da confluência dos rios Angara e Kizilkobinka a sudeste de Simferopol, passa por essa cidade e flui para o nordeste até chegar ao Sivash do mar de Azov. Ao longo do caminho, o rio passa por 5 reservatórios que totalizam uma área de 822 hectares (8,22 km²) e pelo canal da Crimeia do Norte, que anteriormente um era um afluente do rio Biyuk Karasu ao norte de Novoivanovka (Nijnegorsk). É usado principalmente para hidroeletricidade e uso agrícola.

## Etimologia
O nome Salgir tem origem no indo-ariano *sal-gir(i) - "caindo das montanhas de Salā". O segundo componente está ligado ao termo girí- "montanha", do indo-europeu *gṷer- "devorar/vomitar pela boca", e o primeiro componente é o nome reconstruído dos montes da Crimeia *Sal(a)", que está ligado ao termo sal- "mover, fluir", derivado do indo-europeu *sal- "que flui". Estes termos, além de indicar o fluxo de água, também são adequados para denotar a própria encosta, que serviu como um dreno.